# Henri IV de Nassau-Beilstein
Henri IV de Nassau-Beilstein, (en allemand Heinrich IV von Nassau-Beilstein), né en 1449, mort le 26 mai 1499.
Il fut comte de Nassau-Belstein de 1473 à 1499.

## Famille
Fils de Jean Ier de Nassau-Beilstein et de Merchtilde von Isemburg.
En 1464, Henri IV de Nassau-Beilstein épousa Ève von Sayn, (fille du comte Gérard II von Sayn).
Dix enfants sont nés de cette union :
- Jean II de Nassau-Beilstein, comte de Nassau-Beilstein
- Ève de Nassau-Beilstein (†1575), en 1508 elle épousa le comte Nicolas von Tecklemburg (†1541)
- Gérard de Nassau-Beilstein (†1506), il entra dans un ordre monastique
- Bernard de Nassau-Beilstein, comte de Nassau-Lahr de 1514 à 1566, comte de Nassau-Liebenscheid de 1537 à 1556
- Richard de Nassau-Beilstein (†1502)
- Marguerite de Nassau-Beilenstein (†1531), elle entra dans les ordres et fut abbesse de Thorn
- Louis de Nassau-Beilstein (†1516)
- Irmengarde de Nassau-Beilstein (†1518), elle entra dans les ordres
- Élisabeth de Nassau-Beilstein (†1532), elle entra dans les ordres
- Othon de Nassau-Beilstein (1485-?)

Henri IV de Nassau-Beilstein appartint à la troisième branche de la Maison de Nassau, elle-même issue de la seconde branche. La lignée de Nassau-Beilstein appartint à la tige Ottonienne qui donna plus tard des stathouders à la Flandre, la Gueldre, à la Hollande, aux Provinces-Unies, un roi à l'Angleterre et l'Écosse en la personne de Guillaume III d'Orange-Nassau, des rois aux Pays-Bas.
La lignée de Nassau-Beilstein s'éteignit en 1561 avec le dernier comte Jean III de Nassau-Beilstein.